# Преходни балкански говори
Преходните балкански говори са група български диалекти, показващи преходни характеристики между отделни балкански или между балкански и мизийски говори.
Това са галатският, драгижевският и върбишкият говор.